# Corniglia (stacja kolejowa)
Corniglia (wł: Stazione di Corniglia) – stacja kolejowa w Corniglia, w regionie Liguria, we Włoszech. Znajdują się tu 2 perony.